# 塩入松三郎
塩入 松三郎（しおいり まつさぶろう、1889年11月12日 - 1962年10月1日）は、土壌学者。東京大学名誉教授。土壌学、肥料学の権威で、水田土壌、畑土壌化学、休閑期の土壌乾燥効果等の研究に於いて業績を残した。

## 略歴
長野県上水内郡水内村（現・長野市）の酒造業の家に生まれる。旧制上田中学（長野県上田高等学校）を経て、1911年第二高等学校二部乙類卒業、1914年東京帝国大学農芸科学科卒業。農商務省農事試験場に勤務。1922年に農芸化学部長となり、1926年から1年間イギリス、アメリカ、フランス、ドイツに留学。
1942年「土壤及肥料の無機主成分の微量定量法に就て」により農学博士（東京帝国大学）。1957年文化功労者。主著は「土壌学研究」。滋賀県立農業短期大学の初代学長に就任している。

## 学術賞
- 1937年 - 「土壌膠質および造岩鉱物の微量分析法」により農学賞
- 1944年 - 「水田の老朽化およびその改良に関する研究」により技術院賞
- 1945年 - 「水田の化学的研究」により学士院賞（伯爵鹿島萩麿記念賞）